# Sócio
Sócio, ou sócia, é a denominação que recebe cada uma das partes em um contrato de sociedade. Mediante esse contrato, cada um dos sócios se compromete a portar um capital a uma sociedade, normalmente com uma finalidade empresarial.
Denomina-se conseguintemente por sócio, cada uma das partes que trabalham conjuntamente em desenvolver um negócio empresarial, qualquer que seja a forma jurídica utilizada. 
Outra definição de sócio, é a condição de ser membro de uma associação. Nesse caso, não existe a finalidade empresarial, dado que a associação costuma ter uma finalidade social, cultural, desportiva, ou outras.